# Bouenza (Departement)
Bouenza ist ein Departement der Republik Kongo mit der Hauptstadt Madingou.

## Geographie
Das Departement liegt im Süden des Landes und grenzt im Westen an das Departement Niari, im Norden an das Departement Lékoumou, im Osten an das Departement Pool und im Süden an die Demokratische Republik Kongo.
Die Nordostgrenze, zu dem Departement Lékoumou, wird vom Fluss Bouenza gebildet und die Ostgrenze, zum Departement Pool, vom Niari (Kouilou) und seinem Quellfluss Ndoue. Der Niari durchquert das Departement und bildet im Nordwesten die Grenze zu Lékoumou.